# Constantino de Löwenstein-Wertheim-Rosenberg
El príncipe heredero Constantino José de Löwenstein-Wertheim-Rosenberg (28 de septiembre de 1802, Kleinheubach-27 de diciembre de 1838, Kleinheubach) fue el hijo mayor de Carlos Tomás de Löwenstein-Wertheim-Rosenberg, príncipe de Löwenstein-Wertheim-Rosenberg, y de la condesa Sofía de Windisch-Grätz. Murió antes que su padre.

## Familia
El 31 de mayo de 1827 Constantino contrajo matrimonio con la princesa Inés de Hohenlohe-Langenburg. Ella era hija del príncipe Carlos Luis de Hohenlohe-Langenburg (1762-1825) y de Amalia Enriqueta de Solms-Baruth. Tuvieron dos hijos:
- Adelaida de Löwenstein-Wertheim-Rosenberg (3 de abril de 1831-16 de diciembre de 1909), desposó a Miguel I de Portugal.
- Carlos de Löwenstein-Wertheim-Rosenberg (21 de mayo de 1834-8 de noviembre de 1921, desposó a la princesa Sofía de Liechtenstein. Ella era la hija del príncipe Luis II de Liechtenstein y de la condesa Francisca Kinsky de Wchinitz y Tettau.